# Adam Małysz
Adam Henryk Małysz (Wisła, 3 de diciembre de 1977) es un deportista polaco que compitió en salto en esquí. 
Participó en cuatro Juegos Olímpicos de Invierno, entre los años 1998 y 2010, obteniendo en total cuatro medallas: dos en Salt Lake City 2002, plata en el trampolín grande individual y bronce en el trampolín normal individual, y dos de plata en Vancouver 2010, en las pruebas individuales de trampolín normal y trampolín grande.
Ganó seis medallas en el Campeonato Mundial de Esquí Nórdico entre los años 2001 y 2011.

## Palmarés internacional
| Juegos Olímpicos   | Juegos Olímpicos                | Juegos Olímpicos  | Juegos Olímpicos |
| Año                | Lugar                           | Medalla           | Prueba           |
| ------------------ | ------------------------------- | ----------------- | ---------------- |
| 2002               | Salt Lake City (Estados Unidos) | Medalla de plata  | TG individual    |
| 2002               | Salt Lake City (Estados Unidos) | Medalla de bronce | TN individual    |
| 2010               | Vancouver (Canadá)              | Medalla de plata  | TN individual    |
| 2010               | Vancouver (Canadá)              | Medalla de plata  | TG individual    |
| Campeonato Mundial |                                 |                   |                  |
| Año                | Lugar                           | Medalla           | Prueba           |
| 2001               | Lahti (Finlandia)               | Medalla de oro    | TN individual    |
| 2001               | Lahti (Finlandia)               | Medalla de plata  | TG individual    |
| 2003               | Val di Fiemme (Italia)          | Medalla de oro    | TN individual    |
| 2003               | Val di Fiemme (Italia)          | Medalla de oro    | TG individual    |
| 2007               | Sapporo (Japón)                 | Medalla de oro    | TN individual    |
| 2011               | Oslo (Noruega)                  | Medalla de bronce | TN individual    |